# Gare de Turenne
Gare de Turenne vasútállomás Franciaországban, Turenne településen.

## Vasútvonalak
Az állomást az alábbi vasútvonalak érintik:
- Brive-la-Gaillarde–Toulouse-vasútvonal

## Kapcsolódó állomások
A vasútállomáshoz az alábbi állomások vannak a legközelebb:
- Gare de Brive-la-Gaillarde
- Gare des Quatre-Routes